# Примокшанський
Примокша́нський (рос. Примокшанский, ерз. Примокшанский) — селище у складі Ковилкінського району Мордовії, Росія. Адміністративний центр Примокшанського сільського поселення.
Населення — 730 осіб (2010; 712 у 2002).
Національний склад станом на 2002 рік:
- росіяни — 72 %
- мордва — 26 %